# Hans Friedrich (Politiker, 1909)
Hans Friedrich (* 4. Januar 1909 in Hamburg; † 15. März 1982 in München) war ein deutscher Politiker (SPD).
Die Familie Friedrichs siedelte 1911 nach Neustadt an der Waldnaab über. Dort besuchte er die Volks- und Fortbildungsschule und machte bei seinem Vater die Lehre zum Spengler. Zum 1. Mai 1933 trat er der NSDAP bei (Mitgliedsnummer 2.337.564). Nach dem Ablegen der Gehilfenprüfung war er Geselle im väterlichen Betrieb, ehe er am 1. August 1935 ein eigenes Spengler- und Installationsgeschäft eröffnete. 1936 legte er schließlich die Meisterprüfung ab. Ab 1940 diente er als Soldat im Zweiten Weltkrieg. Bis  September 1949 saß er in sowjetischer Kriegsgefangenschaft. Anfang 1950 erfolgte die Wiedereröffnung seines Geschäfts. 1952 wurde er in den Stadtrat von Neustadt an der Waldnaab gewählt, in dem er Fraktionsvorsitzender der SPD war. Von 1954 bis 1970 gehörte er dem Bayerischen Landtag an.
Friedrich wurde am 7. Dezember 1964 mit dem Bayerischen Verdienstorden ausgezeichnet.